# Oenocarpus andersonii
Oenocarpus andersonii là loài thực vật có hoa thuộc họ Arecaceae. Loài này được Balick mô tả khoa học đầu tiên năm 1991.